# Операція «Меркурій»
Опера́ція «Мерку́рій» (нім. Unternehmen Merkur) або Кри́тська пові́трянодеса́нтна опера́ція (нім. Luftlandeschlacht um Kreta; грец. Μάχη της Κρήτης) — перша у світовій історії та наймасштабніша повітрянодесантна операція нацистської Німеччини під час Другої світової війни 1939—1945 років.
Повітрянодесантна операція під кодовим найменуванням «Меркурій» проводилась 20 травня — 1 червня 1941 німецькими та італійськими військами з метою захоплення грецького острову Крит. Плануючи захоплення Криту, німецьке командування мало на меті: позбавити британські війська одного з важливих опорних пунктів в Середземномор'ї і створити базу для надання допомоги Африканському корпусу генерала Ервіна Роммеля в наступі на Єгипет.
Захоплення Криту планувалося здійснити шляхом висадки масових повітряних, а також морських десантів при широкій авіаційній підтримці. Проведення повітрянодесантної операції на Крит покладалося на 4-й повітряний флот (8-й і 9-й авіаційні корпуси) під командуванням генерал-полковника А. Лера. Як десанти використовувалися 7-ма повітряна та 5-та гірсько-піхотна дивізії, а також полк 6-ї гірсько-піхотної дивізії. Конвоювання і підтримка морських десантів були покладені на частину сил італійського флоту.
Операція почалася зранку 20 травня 1941 року, буквально за місяць до початку вторгнення німецьких військ до Радянського Союзу, коли елітні повітрянодесантні частини Німеччини здійснили висадку десанту на територію грецького острова Крит. За досягненням своїх цілей, операція була абсолютно успішною, але ціна, яку німці заплатили за захоплення острову була така висока, що німці до кінця війни вже більше ніколи не застосовували повітряний десант у таких масштабах.
На сьогодні операція із захоплення Криту залишається першою і однією з наймасштабніших повітрянодесантних операцій у світовій історії. Хоча операція «Маркет-Гарден» 1944 року є наймасштабнішою за своїми цілями та завданнями, проте в ній із самого початку були також залучені танкові частини і з'єднання, тоді як на Крит висаджувалися тільки повітрянодесантні підрозділи і вони виконували основне завдання в ході проведення всієї операції.

## Положення сторін
Контроль над Грецією не означав контролю над східним Середземномор'ям, поки в руках британців залишався Крит — стратегічно важливий острів і природний плацдарм для можливого вторгнення союзників на Балкани. Німецьке командування, виявившись перед необхідністю захоплення Криту і не маючи в своєму розпорядженні достатніх ВМС для морського десанту, ухвалило рішення про проведення небаченою досі за масштабом повітрянодесантної операції. Розроблені раніше штабом Штудента плани про десант на острів Мальту, в гирлі Суецького каналу і в Александрії були відкладені — вся увага була звернена на Крит.
Після захоплення Греції й встановлення панування Німеччини та Італії на Балканському півострові, острів Крит (загальна площа біля 8336 км² — більш ніж Чернівецька область України), що займає винятково важливе стратегічне положення в східному Середземномор'я, віддалений від материкової частини країни на 140 км, з його авіаційними й морськими портами, став відігравати ключову роль на цьому театрі воєнних дій. Основні нафтопереробні промисли Румунії в Плоєшті опинилися в радіусі досяжності бомбардувальної авіації союзників, а Королівський військово-морський флот Великої Британії мав можливості базуватися в портах острова. Стратегічне положення військ країн осі на південно-східному напрямку Європейського театру воєнних дій опинилося в досить складному становищі, тим більше напередодні початку операції «Барбаросса».
Німеччина почала постійні масовані авіаційні бомбардування острову по основних об'єктах союзників, змусивши тим самим противника відвести авіаційні частини королівських ПС до Александрії (Єгипет), і Люфтваффе завоювало повне панування в повітрі Криту.
Відстань від німецьких аеродромів у Греції до Криту становила 120—240 км, у той час як від британських баз на Мальті й у Єгипті — 700—1000 км, що виключало можливість прикриття винищувачами й обумовило це панування німецької авіації в повітрі.

## Розподіл сил

### Стратегія, тактика, розвідка, озброєння і техніка сторін

#### Розвідка

##### Британська розвідка
Завдяки розшифровкам таємних документів німців за допомогою апарату «Енігма», командування союзників практично володіло повною інформацією про підготовку противником повітрянодесантної операції. Генерал Фрейберг був проінформований про плани десанту і приступив до організації протидесантної оборони, зосередивши основні зусилля на аеродромах і ймовірних районах висадки повітряного десанту Люфтваффе уздовж північного узбережжя острову. Проте, через обмеженість в достатніх силах і засобах протидії імовірному десантуванню противника, він зіткнувся з імовірністю, що легкоозброєні парашутисти зможуть таки протистояти його погано організованим і озброєним військам.

##### Німецька розвідка
Керівник німецької воєнної розвідки (Абверу) адмірал Вільгельм Канаріс спочатку доповів про наявність на Криті лише 5 тис. британських солдатів і відсутності грецьких військ. Залишається неясним, чи був Канаріс, що володів розвиненою мережею розвідувальних джерел в Греції, невірно інформований або мав намір таким чином саботувати плани висадки. Канаріс також передбачав, що цивільне населення зустріне німців як визволителів унаслідок сильних республіканських і антимонархічних настроїв в суспільстві.
Як показали подальші події, Канаріс серйозно недооцінив патріотичний настрій частини населення Криту.
Розвідка 12-ї німецькій армії намалювала менш оптимістичну картину, але також мала хибну думку відносно реальної чисельності військ противника на острові та значно зменшила чисельність евакуйованих з материка на острів військ. Генерал Александер Лер, що командував операцією, вивчивши дані розвідки був переконаний, що успішного захоплення острову вистачить двох дивізії, але на всяк випадок залишив в Афінах у резерві 6-ту гірсько-піхотну дивізію. Подальший хід розвитку подій показав, що це було дуже розумне рішення.

#### Озброєння

##### Німеччина
Кожен німецький парашутист був озброєний карабіном Маузер 98k. Близько чверті висаджених парашутистів, окрім карабіна, мала ще і пістолет-кулемет MP-40. Додаткове кожне парашутно-десантне відділення мало на озброєнні ручний кулемет MG-34.
Перед висадкою на Крит німецькі парашутисти були переозброєні на нові зразки зброї: 75-мм безвідкатна гармата LG 40. Вагою 140 кг, вона важила лише десяту частину від стандартної 75-мм польової гармати, зберігаючи 2/3 дальності стрільби; гармата була здатна вистрілювати майже 6-ти кг снаряд на дальність понад 3 милі (близько 5 км).
Зброя і боєприпаси скидалися в контейнерах. Німці використовували кольорові куполи для полегшення пошуку на місцевості своїх вантажних парашутів, якими десантувалися групова зброя, обмундирування, боєприпаси і інше. Важке озброєння типа безвідкатних гармат Lg40 скидалася на скомбінованих потрійних куполах спеціально розроблених для цих цілей і здатних витримати значну вагу.
Парашутисти здійснювали стрибок маючи кожен спеціальні смужки різноколірної тканини, за допомогою якої десант координував наведення винищувачів на цілі і транспортних літаків на місця для викидання вантажів.
Головним прорахунком при підготовці німецьких десантників до десантування стало те, що практично вся індивідуальна зброя скидалася на майданчики приземлення у вантажних контейнерах; на противагу з іншими країнами, що тренували десантні війська, де завжди проповідували теорію, що десант повинен скидатися зі своєю особистою зброєю.
Не зважаючи на те, що це в принципі полегшувало сам момент відділення десантника від літака і було безумовно безпечніше; проте, відразу ж після приземлення, в перші хвилини бою десант виявлявся віч-на-віч з противником маючи лише пістолети і бойові ножі.
Додатково до цього, конструкція німецького армійського парашута не дозволяла керувати польотом, і десантники часто приземлялися далеко від свого озброєння. Погано продумана загальна компоновка німецьких парашутів ще більш посилювала цю проблему: кріплення самої підвісної системи сковувало десантників на землі при спробі звільнитися від куполів і дістати свою табельну зброю.
Багато парашутистів було вбито в перші хвилини бою саме при спробах дістатися до контейнерів зі зброєю.

##### Союзники
Велика Британія, Австралія, Нова Зеландія

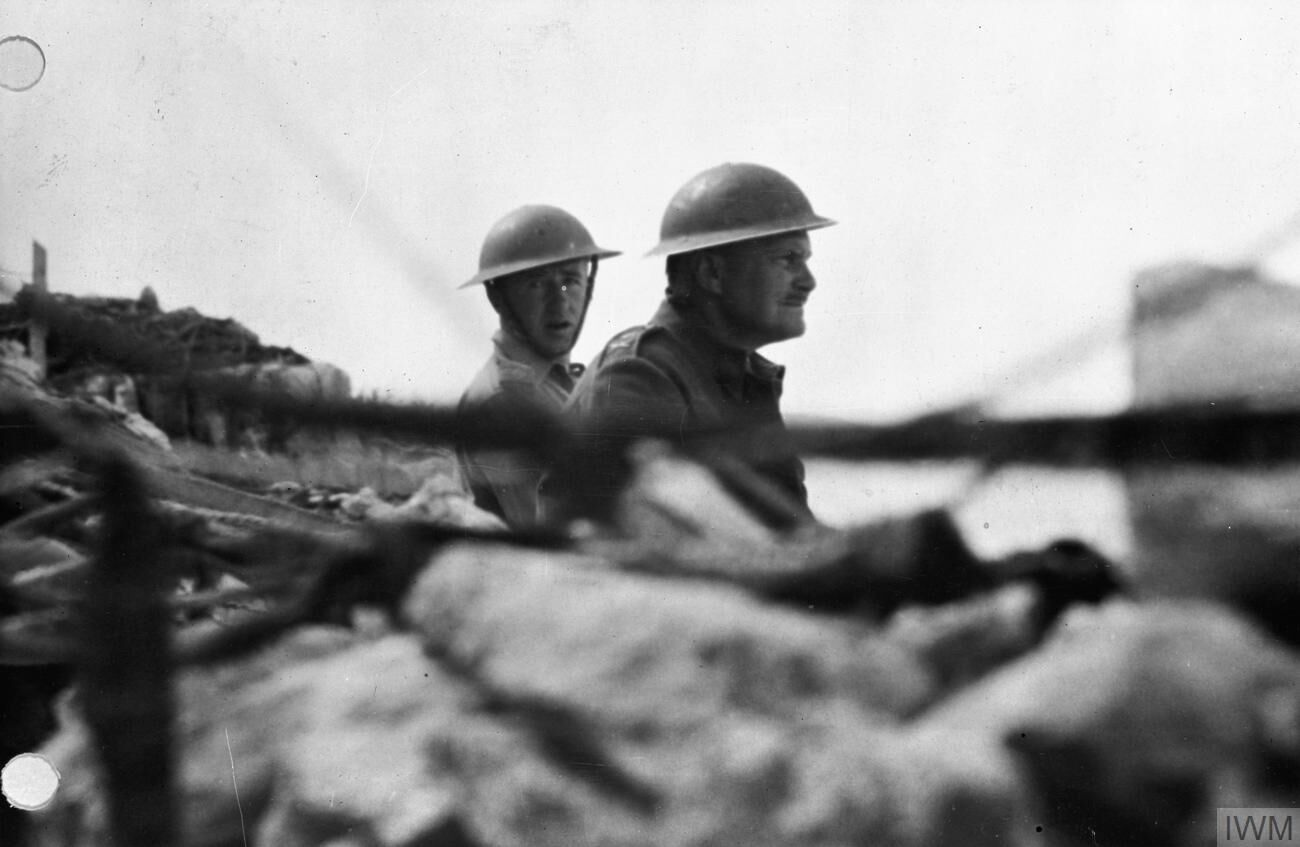
Командувач угрупованням союзників у Критській операції генерал-майор новозеландської армії Бернард Фрейберг. Крит. Травень 1941

Британські війська використовували гвинтівки Лі-Енфілда, легкі кулемети Брен і великокаліберні кулемети Вікерс. Сили союзників на Криті не володіли достатньою мобільністю для перекидання військ, необхідної для швидкої реакції на атаки парашутистів, поки ті не встигли організувати оборону.
Союзники мали близько 85 гармат різних калібрів, частина з яких була трофейними італійськими гарматами без боєприпасів. Протиповітряна оборона складалося з однієї легкої зенітної батареї 20-мм гармат, сили якої були поділені між двома аеродромами. Гармати були ретельно замасковані в довколишніх оливкових гаях, частини з них було наказано не відкривати вогонь під час первинних повітряних атак німецьких винищувачів і штурмовиків, щоб зберегти їх у резерві.
Танкові сили союзників складалися з 9 піхотних танків «Матільда-2» дивізіону «B» 7-го Королівського танкового полку і 16 легких танків «Mark VIB» дивізіону «С» 4-го гусарського Її Величності полку. Так само, як у більшості британських танків того часу, 40-мм гармати Матільди мали в своєму боєкомплекті здебільшого бронебійні снаряди, неефективні проти піхоти. На додаток до всього танки мали масу технічних проблем: двигуни були зношені, ремонтних засобів на острові не вистачало, через це танки в основному закопувалися в землю і використовувалися як доти (довготривалі вогневі точки). Багато британських танків був втрачено ще на марші через несприятливі для їх експлуатації умови гірської місцевості, навіть не встигнувши взяти участь у боях.
Греція
Грецькі війська переважно були озброєні застарілими австрійськими 6,5-мм гірськими карабінами «Манліхер-Шонауер» і 8-мм рушницями Штайр-Манліхер М1895, отриманими як репарації після закінчення Першої світової війни. Близько тисячі греків мали старовинні французькі гвинтівки Гра зразка 1874 року. Велика і найкраща частина важкого озброєння була раніше передана на континент, у розпорядженні ж грецького гарнізону Криту залишилося дванадцять застарілих французьких кулеметів «Сент-Етьен» М1907 і близько сорока легких кулеметів різних виробників. Великою проблемою був брак боєприпасів — у деяких частинах було всього по 30 набоїв на солдата. Через невідповідність калібрів озброєння греки не могли використовувати британські боєприпаси. Тому греки були дислоковані в східному секторі, де не очікувалося значних сил німців.

#### Стратегія та тактика союзників
Війська союзників почали поступову передислокацію на острів ще з кінця 1940, після того, як на материковій частині Греції їх війська зазнали поразку в боях з військами Італії, що здійснила вторгнення в цю країну за підтримки нацистської Німеччини. Хоча спочатку війська союзників прикладали максимум зусиль, щоб утримати ключові позиції на основних напрямках, одна за іншою поразки призвели до того, що 57000 військовослужбовців були евакуйовані силами флоту з Балканського півострова, і основна їхня частина була передислокована на Крит, у посилення до 14 000 грецького гарнізону.
І хоча пізніше після закінчення Другої світової війни Вінстон Черчилль писав, що втрата острова була результатом недостатньої кількості сил та засобів на цьому острові, це не зовсім відповідало дійсності. Союзники мали приголомшливу перевагу в морських силах і в кількості сухопутних військ на острові, а реально уступали тільки в повітряній силі та у своїх маневрених можливостях.
До травня 1941 сили, що обороняли острів становили приблизно 9000 військовослужбовців грецької армії: 3 батальйони 5-ї (Критської) дивізії Грецької армії (англ. Hellenic Army), що залишилися на острові, коли основна частина убула на материкову Грецію, для ведення боїв; батальйон критської жандармерії; гарнізон Геракліону, силами до батальйону й залишки 12-ї і 20-ї грецьких дивізій, що встигли евакуюватися на острів і реорганізованих британським командуванням у якусь подобу військових підрозділів. На острові також знаходилися підрозділи навчальних частин, шкіл і центрів, як армії, так і жандармерії, що проходили підготовку перед відправленням на фронт на материкову Грецію. Ці війська були реорганізовані в навчальні полки, що одержували підкріплення із числа військ, евакуйованих з Балканського півострова й мали хоч якийсь досвід ведення бойових дій.
На острові також були зосереджені з'єднання Великої Британії й Британської Співдружності (Австралії та Нової Зеландії) у загальній чисельності до 25 тисяч чоловік, що представляли із себе суміш всіляких частин і підрозділів, що нерідко складалися з дезертирів й іноді не мали навіть своїх власних командирів та наспіх сформовані в жалюгідну подобу військових формувань. Більшість із них не мало навіть важкого озброєння.

План Критської операції

Основними з'єднаннями на острові були 2-га новозеландська дивізія без однієї бригади, австралійська 19-та бригадна група й британська 14-та бригада. З важкої техніки на Криті було лише 16 застарілих британських танків «Крузер Мк 1», і близько 85 одиниць артилерійських систем різного калібру, багато з яких не мали навіть оптичних прицілів.
30 квітня, генерал-лейтенант новозеландської армії Бернард Фрейберг прийняв на себе командування всіма збройними силами союзників, що перебували на острові.

#### Військова стратегія та військова тактика сил Осі
Після Норвегії (тріумфу, у ході якого німці вперше «компенсували недостатнє панування на морі пануванням у повітрі»), Франції (швидкоплинного походу) і Великої Британії (поразки в небі) погляди гітлерівських стратегів спрямувалися на Середземне море. Балканська кампанія й завоювання острова Крит стали прелюдією перед рішучим кидком на Схід.
На Балканах Вермахт супроводжував успіх: 17 квітня 1941 року пало Королівство Югославія, 23 квітня — материкова Греція. Настала черга Криту. Вторгнення було пов'язане із чималими труднощами. По-перше, британці встигли досить добре зміцнитися. По-друге, британські кораблі стерегли підходи до острова, щоб перешкодити висадженню німецьких військ, підвозу техніки, боєприпасів і постачання. Тим часом флот союзного Королівства Італія «вибув із гри» після важкої поразки біля мису Матапан 28 березня 1941 року, а власного угруповання ВМС на Середземному морі німці ще не створили.
Всі надії покладалися на ВПС. Передбачалося захопити Крит силами IX авіаційного корпусу, до складу якого входила 7-ма авіадесантна дивізія й частини військово-транспортної авіації. Додатково до того часу склад цього корпусу зазнав наступних змін: 22-гу дивізію відправили на охорону нафтопромислів в Плоєшті, а замість неї Штудент отримав 5-ту гірсько-піхотну дивізію генерал-майора Ю. Рінгеля. VIII авіаційний корпус повинен був провести попередню «обробку» острова з повітря й надати підтримку при висадці десанту. Операція як би розпадалася на дві складові: з одного боку, планувався грандіозний повітрянодесантний бій — безпрецедентна спроба захопити настільки велику територію з повітря; з іншого боку, було потрібно нейтралізувати британський флот і завоювати панування на морі, без чого остаточна перемога була б немислима.
25 квітня 1941 року Гітлер підписав директиву № 28 про проведення операції «Меркурій». Захоплення острова планувалося здійснити, широко використовуючи повітрянодесантні війська. Такий підхід до вирішення оперативного завдання пояснювався тим, що відстань від німецьких повітряних баз, створених на материку й островах, до Криту становило 120—240 км, тобто не перевищувало радіуса дії німецьких літаків. До того ж німецька авіація мала повне панування в повітрі в узбережжя Греції й над островом Крит.
Загальне керівництво Критською операцією було покладено на штаб 4-го повітряного флоту під командуванням генерал-полковника Александера Лера. Безпосереднє керівництво десантуванням здійснював генерал-майор Курт Штудент, що був творцем і організатором німецьких повітрянодесантних військ.
Для введення в оману британців, щодо плану висадки на Крит, німці демонстративно перекинули свою 22-гу повітрянодесантну дивізію у Румунію, для охорони нафтопромислів. Крім того, не турбуючись про маскування, німці відкрито збирали грецькі рибальські судна і розосереджували їх у портах Греції, щоб продемонструвати підготовку до захоплення острову Крит морським десантом.
Командувач ПДВ Німеччини генерал Штудент мав у своєму розпорядженні порівняно невеликі сили і обмежену кількість засобів; були також й технічні труднощі, в першу чергу поганий стан аеродромів у Греції. Сонце висушило землю, тому зліт і посадка кожного літака супроводжувався великою хмарою куряви. Аеродроми не відповідали масштабам великої повітрянодесантної операції, що планувалася. Більша частина аеродромно-будівельних підрозділів була відправлена на Схід. Тому для розширення аеродромної мережі можливо було надіятися лише на сили, які були у Греції. Крім того, потрібно було створити новий аеродром на одному з островів групи Додеканес — острові Карпатос (Скарпанто) для базування на ньому пікіруючих бомбардувальників і винищувачів. З підготовкою аеродромної мережі, яка протягнулась дугою від Греції до італійських островів Родос і Лерос, німці змогли контролювати дії ворожих кораблів, які курсували в районі острову Крит і бухти Суда і вести з ними боротьбу.
До 14 травня вся авіація, задіяна в операції, була зосереджена на своїх аеродромах. Десантники приступили до завершальній стадії підготовки операції.
19 травня були захоплені острови Кітера і Антикітера, на яких німці створили опорні пункти ППО, які б своїм вогнем попереджували німецькі винищувачі про появу авіації противника.

## Задум операції «Меркурій»
Перед початком операції були дуже багато дебатів у середовищі вищого командування ОКГ, хоча всі були згідні про гостру необхідність захоплення острова.
Основним протиріччям став напрямок завдання головного удару. Командувач Люфтваффе генерал Лер і командувач частиною сил флоту в цієї акваторії Середземного моря районі контр-адмірал Карл Шустер наполягали на зосередженні основних зусиль в районі Малеме, з метою захоплення головного аеродрому в цьому районі, тоді як генерал-майор Курт Штудент пропонував провести висадку десанту на широкому фронті, тим самим розпорошивши сили протидіючих союзників.
Малеме мав декілька переваг: тут був розташований найбільший на острові аеродром, що знаходиться до того ж з північного боку острова, щонайближче до материковій Греції і здатний приймати транспортні літаки з посадочним десантом під прикриттям винищувачів і бомбардувальників Люфтваффе. Сили морського десанту також мали переваги при висадці в районі Малеме.
Компромісний остаточний план був затверджений Германом Герінгом і названий на честь римського бога Меркурія встановив висадку парашутного десанту на аеродром в Малеме, з подальшим захопленням міста і одночасною висадкою решти груп головних сил десанту в районах Іракліону і Ретимно.
Всі німецькі десантні сили призначені для висадки в першу хвилю були поділені на 3 бойових групи, де кожна мала своє найменування і своє завдання: «Центр», «Захід» і «Схід». Всього для проведення операції до висадки планувалося 10 000 парашутистів, 750 десантників-планеристів з 5000 гірських стрільців, що висаджувалися посадочним способом планерами і 7 000 морських піхотинців. Найбільше угрупування було сконцентроване в групі «Центр».
| Бойові групи за планом операції «Меркурій» | Бойові групи за планом операції «Меркурій» | Бойові групи за планом операції «Меркурій» | Бойові групи за планом операції «Меркурій» |
| ------------------------------------------ | ------------------------------------------ | ------------------------------------------ | ------------------------------------------ |
| Найменування групи                         | Умовна назва                               | Командир                                   | Завдання                                   |
| Група «Центр»                              | Марс                                       | Генерал-майор Вільгельм Зюсман             | Бухта Суда, Ретимно, в'язниця Валлей       |
| Група «Захід»                              | Комета                                     | Генерал-майор Ойген Майндль                | Малеме                                     |
| Група «Схід»                               | Оріон                                      | оберст Бруно Брауер                        | Геракліон                                  |

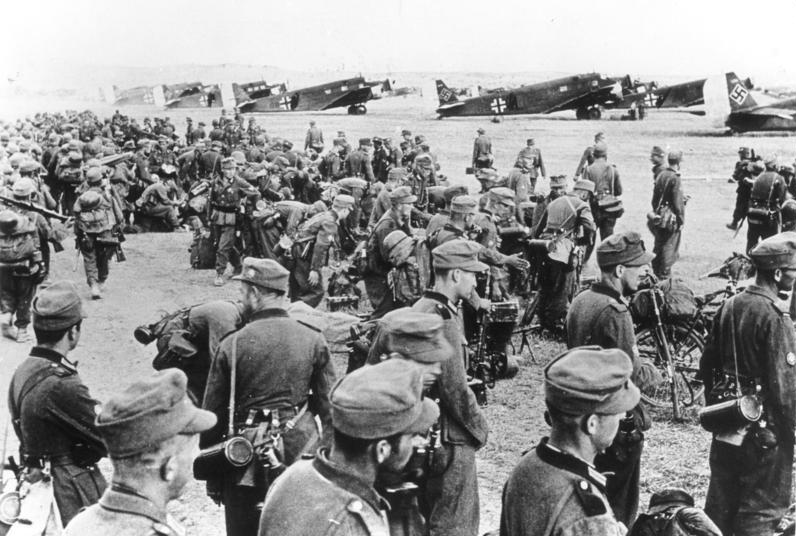
Підготовка німецьких десантників до десантування

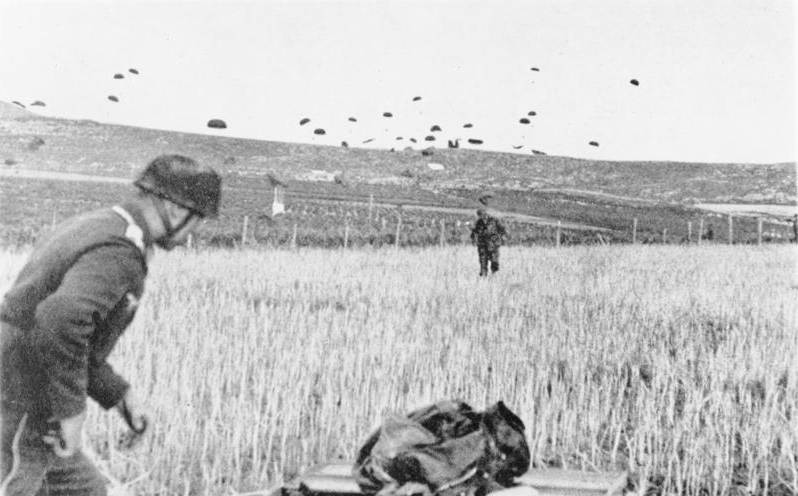
Збір німецьких десантників на майданчиках приземлення

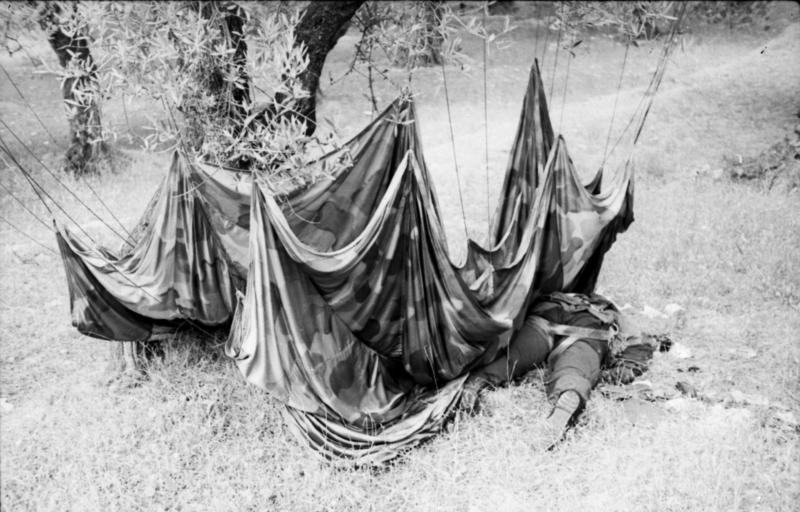
Загиблий десантник

За замислом проведення операції це було наймасштабніше застосування нового, тільки народженого роду військ, яке, по суті, не мало аналогів у світовій історії. Хоча Німеччина вже мала досвід проведення повітряних десантів, як парашутним, так і посадочним способами (планерами) в ході ведення бойових дій у Франції, Бельгії, Голландії, Норвегії, а також материковій Греції планування операції такого масштабу ще не здійснювалося.
В останньому випадку німецькі парашутисти мали завдання захопити стратегічно важливий міст через Коринфський канал, що був вже підготовлений до підриву інженерними підрозділами британців.
Сапери, які повинні були розмінувати міст, висадилися з планерів поблизу від споруди, в той час, як парашутисти після приземлення атакували підрозділ охорони, проте в ході бою, що зав'язався, міст був сильно пошкоджений. Як наслідок, це сильно загальмувало просування вермахту й надало союзникам можливість евакуювати свої війська: 18000 на Крит, 23000 у Єгипет, хоча вся важка техніка й озброєння були попросту кинуті в портах Греції.

Десантування німецької 7-ї пдд на Крит. 1941

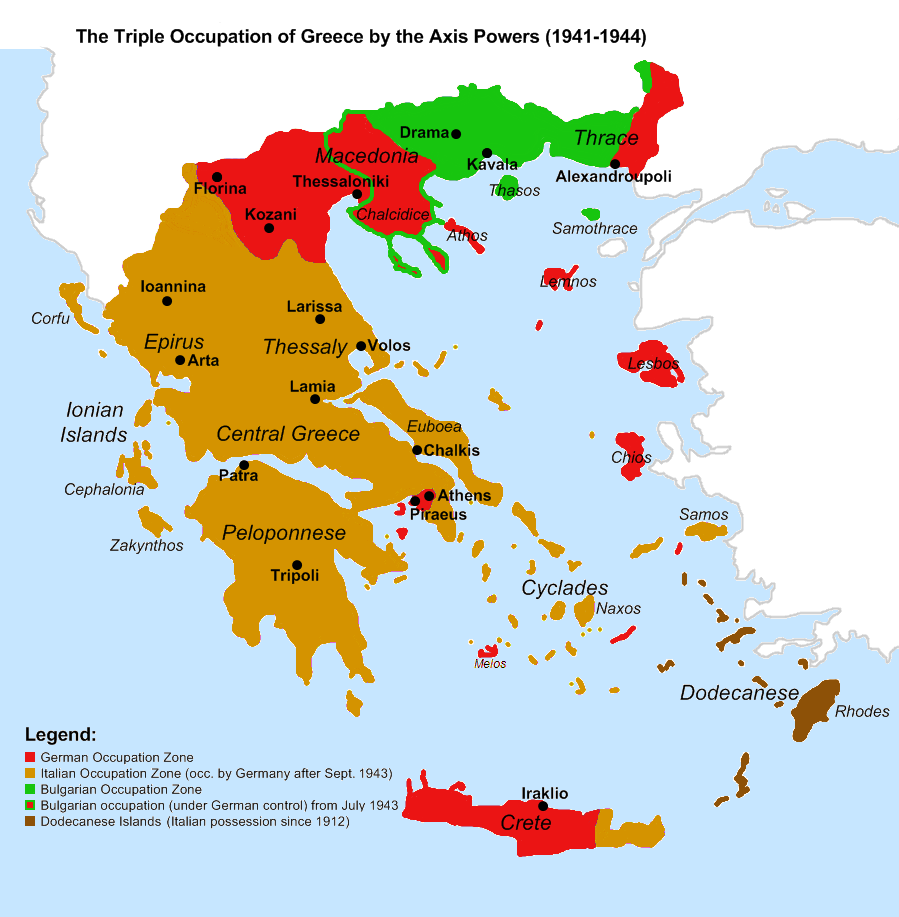
Окупація Греції. 1941—1944

### Склад та завдання десанту
Сили, що були призначені для штурму Криту виглядали наступним чином:
- Окремий десантно-штурмовий полк генерал-майора Майнделя у складі 4-х десантно-штурмових батальйонів.
- 7-ма повітряна дивізія, генерал-лейтенанта Зюсмана. Склад дивізії: 1-й парашутно-десантний полк — полковник Брауер; 2-й полк — полковник Штурм та 3-й полк — полковник Гайдріх.
- 5-та гірсько-піхотна дивізія генерал-майора Ю.Рінгеля. Склад: 85-й, 100-й і 95-й гірсько-піхотні полки. Були також і допоміжні підрозділи, але вони не зіграли скільки-небудь значної ролі у захопленні Криту.

Всього 23 тис. осіб, а із планерів та з парашутами десантувались близько 10 тис. чол.
Повітряна підтримка покладалась на більш ніж 500 літаків VIII авіаційного корпусу під командуванням генерала фон Ріхтгофена. Загальна чисельність авіації досягла 433 бомбардувальника й 235 винищувачів. У транспортну авіацію входили 520 літака Ю-52, 72 планера DFS 230. Всього ця армада перевезла, крім людей, 353 гармат, 771 мотоцикл, 5358 десантних контейнера зі спорядженням і 1090 тонн різних вантажів.
В замислі були намічені 4 основні зони висадки, 3 з них — на основні аеродроми. Десантування передбачалося здійснити трьома хвилями: першими на Крит повинні були ступити десантники Майндля, у задачу яких входило захоплення й утримання аеродрому в Малеме й численних доріг, мостів і позицій зенітної артилерії, розташованої на околицях місцевої столиці — міста Ханья. Їхню підтримку здійснював 3-й полк Хайдриха 7-й дивізії. Необхідність захоплення Ханьї обумовлювалася знаходженням там британського штабу й резиденції грецького короля.
2-й полк 7-ї дивізії повинен був захопити аеродром і містечко Ретимнон, а 1-й полк — аеродром у селища Геракліон. Метою захоплення всіх посадкових смуг було створення надійного плацдарму й місця для вивантаження важкого озброєння й 5-й дивізії під час третьої хвилі десанту. Поки це завдання не було виконано, підтримка парашутистів покладали на ВПС.
План виглядав досить простим, особливо на тлі приголомшуючого успіху повітрянодесантних військ вермахту на Заході.
25 квітня був відданий наказ на штурм. Однак, як показали події, усе виявилося не так просто.

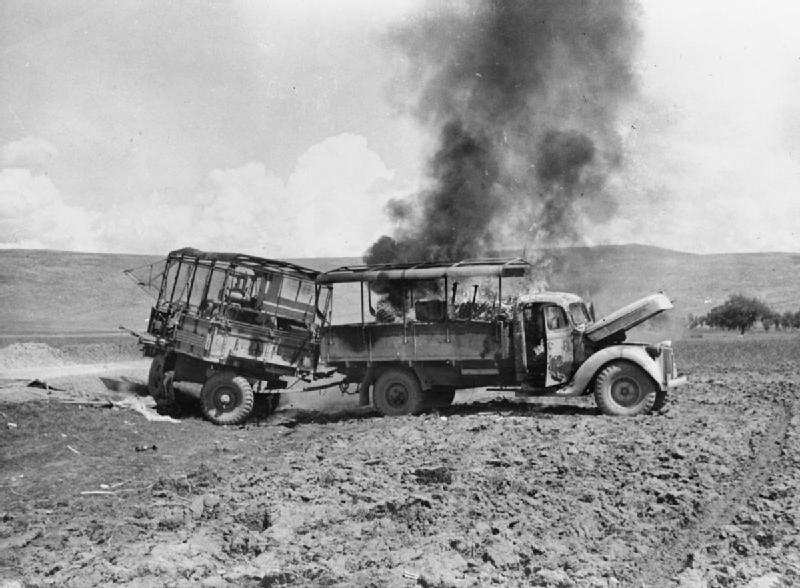
Підбита літаками Люфтваффе вантажна машина Великої Британії

### Попередні дії союзників
Доктрина застосування повітрянодесантних військ Німеччини передбачала десантування невеликих сил десанту прямо на об'єкти, які підлягали захопленню, в даному випадку прямо на злітно-посадочні смуги аеродромів. Ці сили призначалися для захоплення основних елементів аеродромної інфраструктури, знищення або виводу з ладу найближчих установок протиповітряної оборони і подальшого забезпечення висадки головних сил десанту.
Новозеландський генерал Фрейберг, якій добре знав цю тактику дій ворожих парашутистів з досвіду захоплення Голландії і Бельгії в 1940 році, вирішив установкою протидесантних загород і виводом з ладу злітно-посадочних смуг привести аеродроми в такий стан, щоб німецькі парашутисти не могли здійснити задуманий план. Проте він наткнувся на протидію свого головного керівництва в Александрії.
Командування союзницькими військами на Близькому Сході вирішило, що раз воно попереджено про підготовлену висадку військ противника на острів, необхідно утримати польові і стаціонарні аеродроми в повній готовності для прийому власних літаків. Це рішення виявилося фатальним для сторони, що оборонялася. Невідомо, як розвивалися б події, якби аеродроми Криту були не в змозі прийняти літаки і планери з підкріпленням для німецького десанту.

## Битва

### Повітряно-десантне бойовище
Перші удари по Криту німецька авіація завдала ще наприкінці квітня. Особливо ж сильні нальоти почалися із другої декади травня. У період з 10 по 18 травня в бухті Суду було потоплено 7 суден сумарним тоннажем 49427 брт, а також грецький есмінець «Леон». Британські винищувачі, що базувалися на острові, зазнавали важких втрат у повітрі й на землі. У підсумку, до 19 травня на Криті залишилося тільки чотири справних «Харрикейни» і три «Гладіатори», але й цих відкликали в Єгипет щоб уникнути подальших втрат. Таким чином, німці одержали панівне повітряне становище, що визначило успішний результат всієї операції.
Рішучий штурм був призначений на 20-те число. В 4 години ранку парашутисти направилися до аеродромів, де, вишикувавшись у кілька рядів, їх вже чекали літаки. Усього для висадження повітряного десанту задіялося десять груп військово-транспортної авіації, зведених у три полки «особливого призначення» (KGzb 1,2,3), і одна група буксирувальників планерів (I/LLG 1).
В 5:30 тримоторні Юнкерси Ю-52 Ju52/3m почали підніматися в повітря.

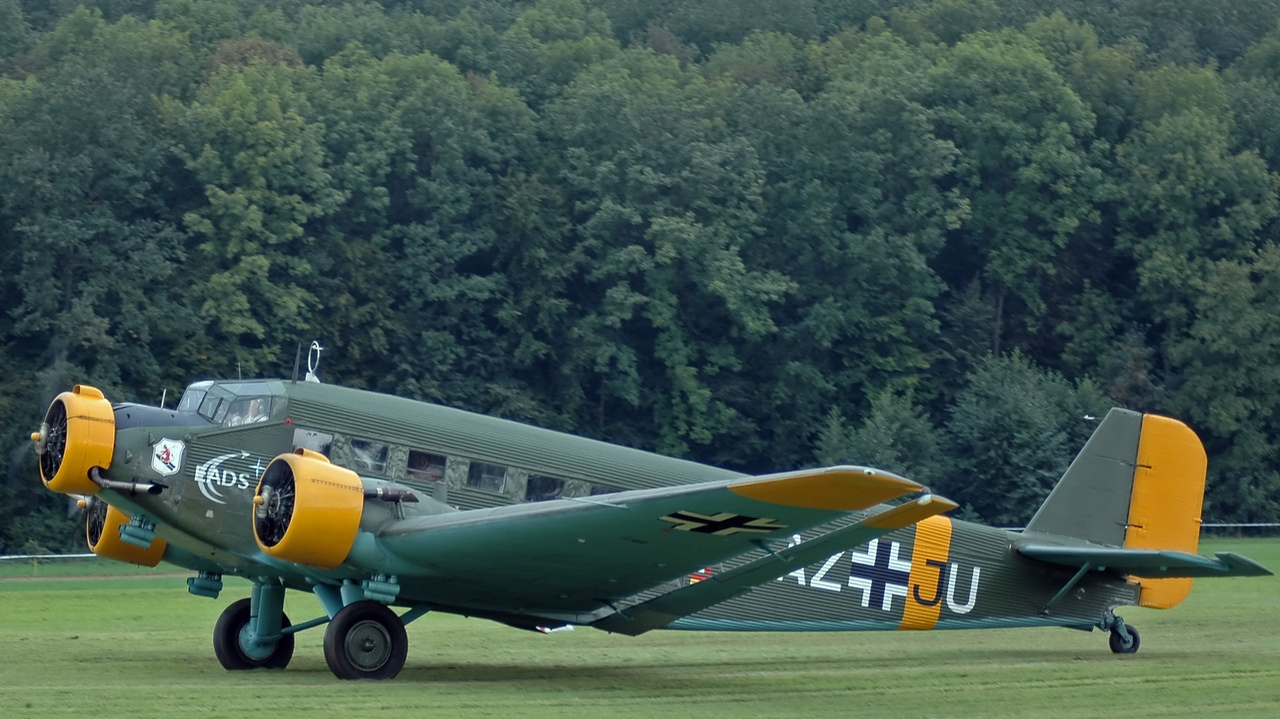
Військово-транспортний літак Ю-52 Люфтваффе. Сучасна реконструкція

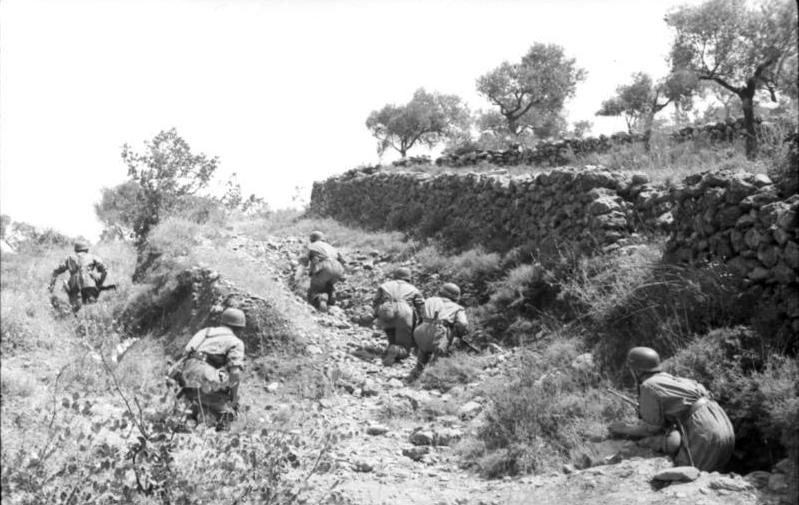
Десантники ведуть бій

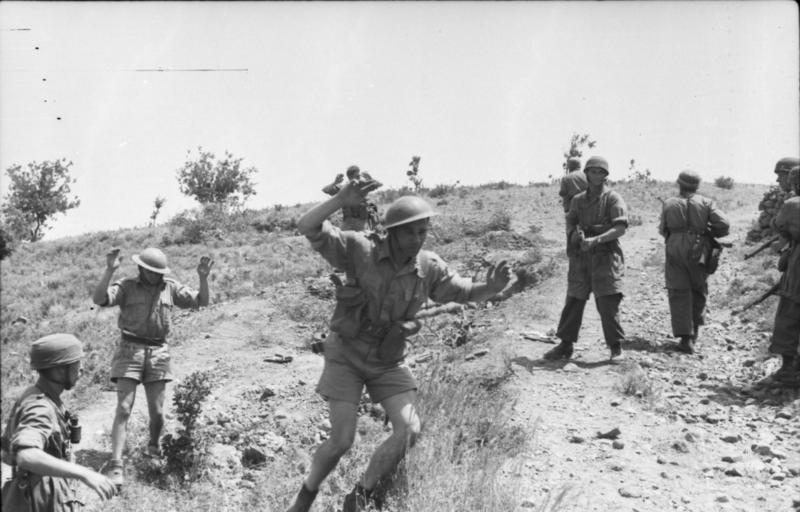
Захоплення британських солдатів парашутистами в полон

Всі райони висадки піддалися запеклому бомбардуванню. Слідом за ударними літаками з'явилися буксирувальники планерів. Високо над узбережжям вони відчепили планери DFS 230, частина з яких приземлилася на висохле русло річки Тавронитис. Інші приземлилися прямо посередині британського літнього табору на сильно укріпленій висоті 107. Роти 1-го батальйону десантно-штурмового полку зав'язали бій на позиціях зенітних батарей противника й знищили їх. Завдяки цьому, втрати транспортних літаків при викиданні першого ешелону десанту звелися до мінімуму: з рейсу не повернулося всього сім машин.

#### Сектор Малеме-Ханья
У 8 ранку 20 травня перші хвилі німецького десанту приземлилися поблизу від аеродромів Малеме і Ханьї. Більшість перших парашутистів відразу ж потрапили під перехресний вогонь військ противника, які охороняли ці об'єкти, планери після приземлення були одразу обстріляні з мінометів: основна частина десанту була знищена військами союзників, навіть не встигнувши вступити в бій. В той же час основні сили десанту, що висадився за межами цих аеродромів, уціліли і вступили в запеклий бій.
Поступово в битву вступали все нові й нові сили з обох сторін. Несподіванкою як для німців, так і для союзників стала активна участь у боях місцевого населення. Жорстокість, з якою грецькі жителі острова, озброєні і без зброї, знищували ворога, вразила всіх. Були факти, коли місцеві жителі попросту забивали німецьких парашутистів, безпорадних одразу після приземлення і тих, що заплуталися в стропах, палицями, саморобними дубинами і ножами в маслинових гаях і селах.

#### Сектор Ретимно-Іракліон
Друга хвиля десанту висадилася після обіду, одна група атакувала Ретимнон в 04.15 та інша в 05.30 в районі Іракліону. Як і в першому випадку ті, що оборонялися зустріли десант в повній готовності. З настанням ночі десант зазнав певних втрат, не зміг виконати своє основне завдання — захопити аеродроми. Здавалося, що ризикований план передбачав розпилення сил десанту по 4-х основних об'єктах тріщав по всіх швах і був на межі провалу.
Парашутний десант висаджувався в чотирьох місцях з метою захоплення всіх аеродромів, що були на острові, а також ключового населеного пункту Ханья. Перший ешелон у складі тактичних груп «Малеме» і «Ханья» десантувався зранку, а другий — із груп «Ретимно» і «Іракліон» — після 4-ї години пополудні. Важке озброєння (включно з артилерією) також доставляти повітрям, але трохи пізніше. А поки підтримка наступаючої піхоти лягла цілком на «мессершмітти» і «юнкерси».

Хід Критської повітрянодесантної операції. Травень 1941

Застати захисників Криту зненацька не вдалося. Британці заздалегідь знали про висадження, що готується, і зустріли німецьких парашутистів ураганним вогнем. В Іракліоні десант викинули з більшим запізненням. Бомбардувальники, яким ставилося завдання підготувати атаку, уже встигли лягти на зворотний курс. Тому тактична група «Іракліон» опинилася в найважчому становищі; і лише вночі десантники змогли зібрати свої підрозділи, що розсіялися. Можливо, це урятувало їх від повного розгрому на цьому напрямі.
Деякі батальйони парашутистів приземлялися прямо на британські позиції й зазнавали важких втрат ще в повітрі, а потім були практично повністю знищені в рукопашній сутичці. Потрапив у полон командир 2-го парашутного полку полковник Штурм. Одним з перших на медичний пункт доставили командира десантно-штурмового полку генерал-майора Мейнделя, який зазнав кілька наскрізних поранень у плече, груди й живіт. Планер командира 7-ї дивізії генерал-лейтенанта Вільгельма Зюсмана розбився об прибережні скелі.
Зате навантаженому боєприпасами «юнкерсу» удалося здійснити посадку прямо на узбережжя в районі Малеме. (Кілька інших військово-транспортних літаків з підкріпленням на борті зробили подібну спробу, але це обійшлося їм дорого: машини капотували при посадці або сідали на дерева.)
Десантники швидко розвантажили літак, що приземлився. У нього внесли генерала Мейндля й інших поранених, після чого пілот унтер-офіцер Грюнерт майстерно підняв машину в повітря.
До кінця другого дня боїв німцям все-таки вдалося зайняти аеродром Малеме. На нього, незважаючи на сильний артилерійський обстріл, почали прибувати підрозділи 5-ї гірсько-піхотної дивізії, доданій XI авіакорпусу як посадочний десант.
Учасник критських подій Алькмар Гове згадує:
«Зіпсовані й палаючі машини, „юнкерси“, що піднімаються в повітря, снаряди, що рвуться, парашутисти, гірські єгері, льотчики… бруд, пил і дим, — так виглядає аеродром Малеме 21 травня о 16 годин.»
Усього в ході Критської операції повітрям було перекинуто 23464 солдата й офіцера, з них близько 10 тисяч стрибало з парашутом. Крім того, військово-транспортна авіація доставила таку бойову техніку і вантажі: 353 легких артилерійських гармати, 771 мотоцикл, 5358 контейнерів, 1090 тонн інших вантажів. Зворотними рейсами евакуювали з острова 3173 поранених, у тому числі — солдатів противника.
Літаки XI авіакорпусу пролетіли за два дні з 20 по 21 травня 1941 загальну відстань, рівну 2 389 845 км.
Бій за Крит тривав. Командир 5-ї гірсько-піхотної дивізії генерал-майор Ю. Рінгель узяв на себе керівництво основною ударною групою. Після запеклих боїв гірські єгері й парашутисти опанували Ханьєю, а також бухтою Суда — добре захищеною природною гаванню, завдяки чому німці одержали можливість залучити до повітряних перевезень рятувальні літаючі човни Дорньє Do-24, гідролітаки Хейнкель Не-60 і італійські Канти Z.501 і Z.506.

### Бойовище на морі
Для боротьби з флотом противника були виділені найбільш підготовлені повітряні підрозділи VIII авіакорпусу: I-ша і II-га групи, так званої 1-ї демонстраційної ескадри (I, II/LG 1) елітної частини німецьких ВПС, призначеної для відпрацювання нових прийомів ведення війни в повітрі; I-ша і III-тя групи 2-ї ескадри пікіруючих бомбардувальників (I, II/StG 2), які відзначилися в ході Французької кампанії; а для їх прикриття — III-тя група 77-ї винищувальної ескадри (III/JG 77) і I-ша (винищувальна) група 2-ї демонстраційної ескадри (I(J VLG 2)).
Перші нальоти відбулися 21 травня. Ju-88a зі складу I/LG 1 під командуванням гауптмана Куно Гоффмана атакували британське корабельне з'єднання «D», що маневрувало західніше Криту, і добилися близького розриву в борту легкого крейсера «Ейджекс». Атаки проти з'єднань «АГ» і «D» продовжувалися до вечора, але без успіху.
Одночасно в східній зоні пікіруючі бомбардувальники групи IM/StG 2 з аеродрому Скарпанто спільно з Кантами Z.-1007bis італійської 50-ї групи (літаки Реджа Аеронаутіка з островів Егейського моря також брали участь у цій операції) удалося потопити британський ескадрений міноносець «Джуно».
Однак головні події «повітряно-морського бойовища», як його називали самі німці, (нім. Luft-Seeschlacht) розгорнулися в наступні два дні.
Ранком 22 травня британське з'єднання «С» напало на загін моторних баркасів, що вийшов з острова Мілос, — німецьке командування все-таки наважилося відправити частину військ і вантажів морем — на неминучу загибель… Тільки своєчасне втручання авіації врятувало конвой від повного розгрому. Підоспілі бомбардувальники 1-го навчального й 2-го бойового полків ціною двох збитих машин нанесли пошкодження легким крейсерам «Карлайль» і «Найяд», тоді як пікірувальники групи IH/StG 2 помилково відбомбились по італійському міноносцеві «Саджиттаріо», що ескортував конвой, на щастя для усіх — даремно.
І все ж таки основний успіх повітряно-морського бою належить саме пікіруючим бомбардувальникам. Юнкерси Ju-87R, що діяли з передового аеродрому Молаї, домоглися прямого влучення в лінійний корабель «Уорспайт» — флагман з'єднання «АГ», потопили есмінець «Грейгаунд», а потім накинулися на крейсер «Глостер» — чотири прямі влучення, серія руйнівних вибухів, і корабель іде на дно, несучи із собою 725 членів екіпажу.
Наступного ранку німецькі пікіруючі бомбардувальники потопили ескадрені міноносці «Келлі» і «Кашмір», що поверталися після нічного обстрілу зайнятого німцями аеродрому Малеме. Набагато менш ефективними виявилися дії групи HI/StG 2. Незначні пошкодження есмінців «Айлекс» і «Хевок» близькими розривами авіабомб — такий підсумок майже п'яти годин безперервних атак проти з'єднання «Е» у районі протоки Касо.

## Підсумки битви
Серйозні втрати, які понесла Німеччина в ході операції, показали, що масштабне повітряне вторгнення в район локального якісно укріпленого оборонного району хоча і може бути успішним, пов'язане із значними втратами найкраще підготовлених військових підрозділів. Причина полягала в неможливості забезпечення десантної операції артилерійською і повноцінною повітряною підтримкою в умовах висадки на непідготовлені плацдарми.

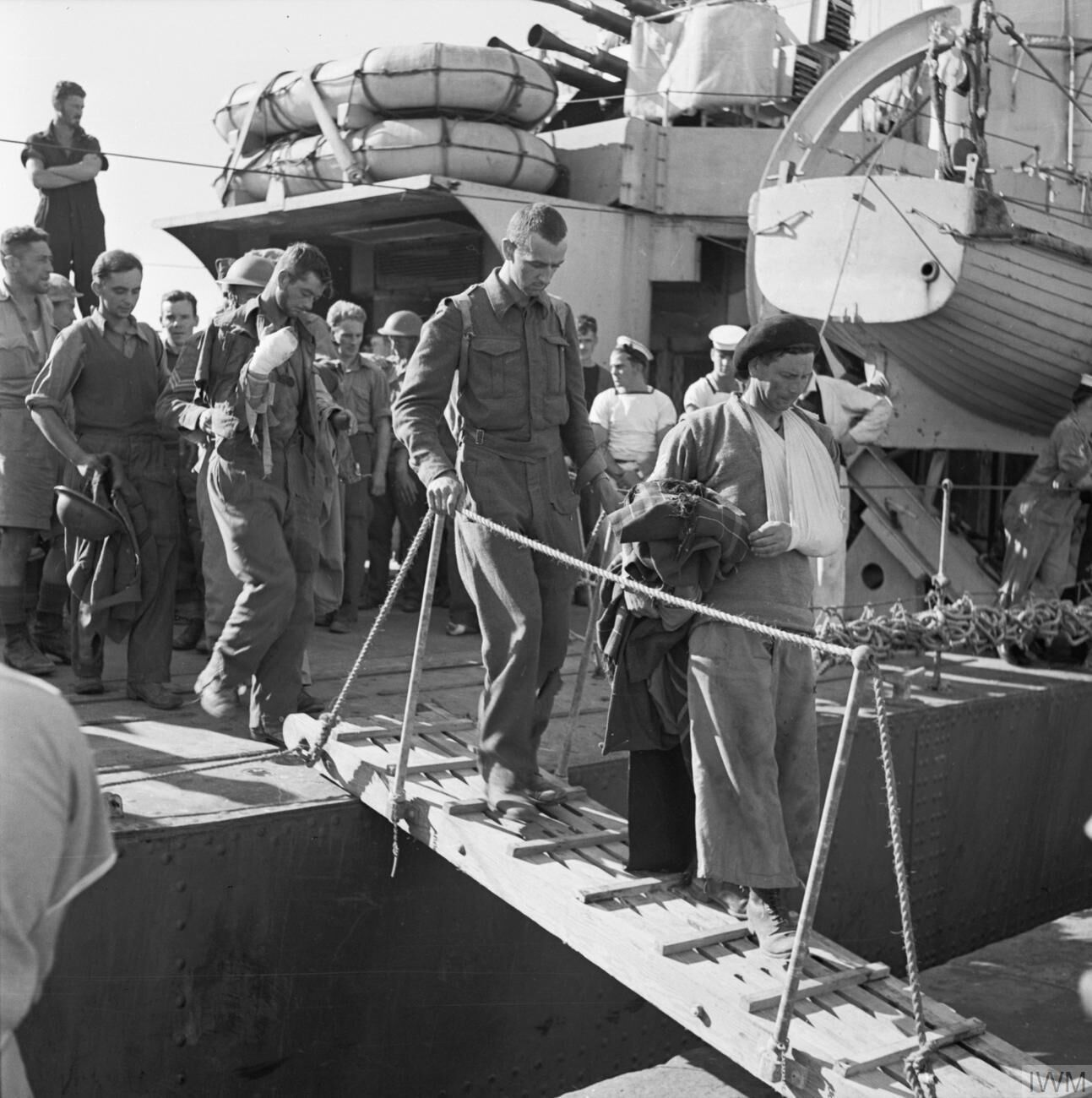
Евакуація британськими військами поранених з Криту

Німецькі парашутисти були вимушені діяти в умовах відриву від централізованого командування і сусідніх підрозділів проти підготовленої оборони, яка була забезпечена артилерією і бронетехнікою. Навіть в умовах обмеженого постачання боєприпасами і паливно-мастильними матеріалами вона виявилася здатна завдати противникові значних втрат.
Багато військових істориків вважає, що німецьке вторгнення на Крит є яскравим прикладом «Піррової перемоги».
Але з іншого боку, враховуючи усі обставини проведення операції — Критську повітрянодесантну операцію можливо сміло вважати, як одну з найбільш успішних та результативних операцій в історії повітрянодесантних військ світу.